# XMind
XMind — это проприетарное программное обеспечение для проведения мозговых штурмов и составления интеллект-карт, разрабатываемое компанией XMind Ltd. Эта программа помогает пользователю фиксировать свои идеи, организовывать их в различные диаграммы, использовать эти диаграммы совместно с другими пользователями. XMind поддерживает интеллект-карты, диаграммы Исикавы (также известные как скелетные диаграммы или причинно-следственные диаграммы), древовидные диаграммы, логические диаграммы, таблицы. 
XMind часто используется для управления знаниями, на совещаниях, в управлении задачами и тайм-менеджменте.
XMind совместима с FreeMind.
Xmind лицензирована по двум открытым лицензиям:
Eclipse Public License и GNU Lesser General Public License.
XMind Pro может экспортировать свои документы в Microsoft Word, PowerPoint, PDF и Mindjet MindManager.
Интеллект-карты/fishbone-диаграммы создаются с помощью простых нажатий на клавиши Tab и Enter для создания новых пунктов и подпунктов. В диаграмму могут быть добавлены и изменены границы элементов, отношение между элементами, маркеры, ярлыки, текстовые пометки, ссылки, аудиофайлы, графические изображения. Также могут быть приложены различные файлы.

## Награды
XMind 2008 получила звание "Best Commercial RCP Application  (недоступная ссылка с 14-05-2013 [4446 дней] — история)" на EclipseCon 2008.
Также XMind 3 получила звание "The Best Project for Academia" на SourceForge.net Community Choice Awards.

## Версии
| Версия               | Дата выпуска | Лицензия              | Платформа                               | Язык |
| -------------------- | ------------ | --------------------- | --------------------------------------- | --- |
| XMIND 2007           | 2007-01-01   | Коммерческая лицензия | Mac OS X и Windows                      | Китайский (упрощенный) |
| XMIND 2007 Update 1  | 2007-04-16   | Коммерческая лицензия | Mac OS X и Windows                      | Английский, китайский (упрощенный) |
| XMIND 2008           | 2007-10-01   | Коммерческая лицензия | Mac OS X, Windows и Linux               | Английский, китайский (упрощенный) |
| XMIND 2008 v2.0.4    | 2007-11-04   | Коммерческая лицензия | Mac OS X, Windows и Linux               | Английский, китайский (упрощенный) |
| XMIND 2008 v2.1      | 2007-12-01   | Коммерческая лицензия | Mac OS X, Windows и Linux               | Английский, немецкий, китайский (упрощенный), китайский (традиционный)                                                                            |
| XMIND 2008 v2.2      | 2008-01-20   | Коммерческая лицензия | Mac OS X, Windows и Linux               | Английский, немецкий, китайский (упрощенный), китайский (традиционный)                                                                            |
| XMIND 2008 v2.3      | 2008-03-31   | Коммерческая лицензия | Mac OS X, Windows и Linux               | Английский, немецкий, китайский (упрощенный), китайский (традиционный)                                                                            |
| XMind v3.0           | 2008-11-14   | EPL и LGPL            | Mac OS X, Windows и Linux 32bit/64bit   | Английский |
| XMind v3.0.1         | 2008-12-15   | EPL и LGPL            | Mac OS X, Windows и Linux 32bit/64bit   | Английский, немецкий, китайский (упрощенный), китайский (традиционный), японский                                                                  |
| XMind v3.0.2         | 2009-03-21   | EPL и LGPL            | Mac OS X, Windows и Linux 32bit/64bit   | Английский, немецкий, китайский (упрощенный), китайский (традиционный), японский                                                                  |
| XMind v3.0.3         | 2009-04-29   | EPL и LGPL            | Mac OS X, Windows и Linux 32bit/64bit   | Английский, немецкий, китайский (упрощенный), китайский (традиционный), японский                                                                  |
| XMind v3.1.0         | 2009-11-23   | EPL и LGPL            | Mac OS X, Windows и Linux 32bit/64bit   | Английский, немецкий, китайский (упрощенный), китайский (традиционный), японский                                                                  |
| XMind v3.1.1         | 2009-12-04   | EPL и LGPL            | Mac OS X, Windows и Linux 32bit/64bit   | Английский, немецкий, китайский (упрощенный), китайский (традиционный), японский, русский                                                         |
| XMind v3.2.0         | 2010-09-15   | EPL и LGPL            | Mac OS X, Windows и Linux 32bit/64bit   | Английский, немецкий, французский, испанский, китайский (упрощенный), китайский (традиционный), японский                                          |
| XMind v3.2.1         | 2010-11-22   | EPL и LGPL            | Mac OS X, Windows и Linux 32bit/64bit   | Английский, немецкий, французский, испанский, китайский (упрощенный), китайский (традиционный), японский                                          |
| XMind v3.3.1         | 2012-12-25   | EPL and LGPL          | Mac OS X, Windows and Linux 32bit/64bit | Английский, немецкий, французский, испанский, китайский (упрощенный), китайский (традиционный), японский, корейский, словенский, датский          |
| XMind 2013 SE v3.4.1 | 2014-01-25   | EPL and LGPL          | Mac OS X, Windows and Linux 32bit/64bit | Русский, английский, немецкий, французский, испанский, китайский (упрощенный), китайский (традиционный), японский, корейский, словенский, датский |
| XMind 6 v3.5.0       | 2014-10-31   | EPL and LGPL          | Mac OS X, Windows and Linux 32bit/64bit | Русский, английский, немецкий, французский, испанский, китайский (упрощенный), китайский (традиционный), японский, корейский, словенский, датский |
| XMind 7 v3.6.0       | 2015-11-09   | EPL and LGPL          | Mac OS X, Windows and Linux 32bit/64bit | Русский, английский, немецкий, французский, испанский, китайский (упрощенный), китайский (традиционный), японский, корейский, словенский, датский |
| XMind 7 v3.6.1       | 2016-01-06   | EPL and LGPL          | Mac OS X, Windows and Linux 32bit/64bit | Русский, английский, немецкий, французский, испанский, китайский (упрощенный), китайский (традиционный), японский, корейский, словенский, датский |
| XMind 7.5 v3.6.51    | 2016-06-29   | EPL and LGPL          | Mac OS X, Windows and Linux 32bit/64bit | Русский, английский, немецкий, французский, испанский, китайский (упрощенный), китайский (традиционный), японский корейский, словенский, датский  |
| XMind 8 v3.7.0       | 2016-11-02   | EPL and LGPL          | Mac OS X, Windows and Linux 32bit/64bit | Английский, немецкий, французский, испанский, китайский (упрощенный), китайский (традиционный), японский, корейский, датский                      |
| XMind 8 v3.7.2       | 2017-05-04   | EPL and LGPL          | Mac OS X, Windows and Linux 32bit/64bit | Английский, немецкий, французский, испанский, китайский (упрощенный), китайский (традиционный), японский, корейский, датский                      |
| XMind: ZEN v9.0.6    | 2018-11-21   | Commercial license    | Mac OS X, Windows and Linux 32bit/64bit | Английский, китайский (упрощенный), китайский (традиционный)                                                                                      |
| XMind 2020 v.10.2.1  | 2020-07-21   |                       | Mac OS X, Windows and Linux 32bit/64bit | |
| Xmind v.22.09.3168   | 2022-09-28   |                       | Mac OS X, Windows and Linux 32bit/64bit | |

## Eclipse-приложение
XMind 3 основана на Eclipse Rich Client Platform 3.4 в ядре и на Eclipse Graphical Editing Framework для форм редактирования. Программа требует Java Runtime Environment версии 5.0 или более поздней.

## Формат файлов
XMind 3 сохраняет документы в формате XMIND Workbook. Расширение файлов - .xmind, в то время как XMind 2008 использует расширение .xmap.
Документ XMind может содержать несколько листов с диаграммами, подобно табличным процессорам.
Каждый лист может содержать многочисленные пункты: центральный пункт, множественные подпункты и свободно "плавающие" пункты. Каждый лист содержит одну интеллект-карту или скелетную диаграмму, таблицу.
Файл .xmind реализует документ XMind ZIP-архивом, в котором содержатся XML-документы, определяющие содержимое, XML-документы для стилей, и PNG-изображения для миниатюр, каталоги для вложенных файлов.
Формат файла открытый и основан на принципах OpenDocument.